# Casa Senyorial de Taurupe
La Casa Senyorial de Taurupe (en letó: Taurupes muižas pils; en alemany:Schloß Sunzel) a la regió històrica de Vidzeme, al municipi d'Ogre del nord de Letònia.

## Història
Originàriament va ser construïda al voltant de 1724, i reconstruïda en estil Tudor al voltant de 1900 d'acord amb el projecte de l'arquitecte Vilhelms Bokslafs per al propietari baró von Transe. Durant la revolució russa de 1905 el baró von Transe va ser assassinat a trets pels camperols locals, i la seva mansió destrossada després de provocar un incendi. Quan l'estructura va ser finalment reparada, es va perdre la major part dels seus antics detalls arquitectònics. Després de 1938 va ser utilitzada com un edifici escolar, actualment allotja l'escola secundària Taurupe. A l'època soviètica es va afegir una tercera planta després que la coberta anterior patís danys per un foc.